# تدبيرية
| صنف فرعي من   | لاهوت |
| اختار الاسم   | فيليب ماورو |
| حدث هام       | الضيقة العظيمة (المسيحية)، ‏نشوة الطرب، ‏المجيء الثاني للمسيح، ‏post-tribulation rapture، ‏Niagara Bible Conference |
| مكان مهم      | إسرائيل، ‏Moody Bible Institute، ‏Dallas Theological Seminary، ‏Clarks Summit University                           |
| موجود في عمل  | A Thief in the Night، ‏Left Behind                                                                               |
| له تأثير      | منظمة الأغلبية الأخلاقية، ‏Traditional Values Coalition                                                          |
| عامل مساهم في | السياسة الخارجية لإدارة رونالد ريغان                                                                            |
| ممثلة بـ      | حرفية الكتاب المقدس، ‏قبألفية، ‏هرطقة، ‏تشاؤم                                                                      |

التدبيرية وهو منهج لتفسير الكتاب المقدس ظهر في إنكلترا في القرن التاسع عشر بشكل أساسي بفضل جهود جون نلسون داربي من كنيسة الإخوة البليموث. تلعب التدبيرية أو القدرية كما يسميها البعض دوراً رئيسياً في الفكر اللاهوتي للصهاينة المسيحيين، فلفهم علاقة الله مع الجنس البشري يقسمون تاريخ هذه العلاقة إلى سبعة أقدار أو حقب زمنية يخضع فيها الله الإنسان لتجارب تمتحن طاعته، فيقول سكوفيلد أحد أهم مفكرين هذا المذهب «كل قدر دور من الزمان يمتحن فيه البشر حسبما أوحاه الله من وحي مخصوص».و وفقاً للتدبيريين فنحن نعيش اليوم في الحقبة السادسة أو ما يسمى «دور الكنيسة والنعمة» بانتظار حلول الحقبة السابعة والأخيرة برجوع المسيح للأرض لتأسيس حكمه الألفي. وهكذا تفصل التدبيرية بين مفهومي إسرائيل والكنيسة، فبالنسبة للمسيحية التقليدية الكنيسة كما يقول أوغسطينوس هي وارثة الوعود التي أعطاها الله لإسرائيل، فهي بذلك إسرائيل الجديدة التي تسعى بشوق لبلوغ أورشليم السماوية، ففي هذا المفهوم تصبح أورشليم أو أرض الميعاد للمسيحيين ذات طبيعة روحانية أزلية لا صلة مباشرة لها مع أرض إسرائيل التاريخية، على عكس الصهاينة المسيحيين الذين يشددون على الفصل بين إسرائيل كشعب يهودي أو شعب الله على الأرض والكنيسة أو شعب الله في السماء، مؤكدين على التفسير الحرفي للكتاب المقدس. يفضي هذا بهم إلى نتيجة حتمية مفادها أن أرض فلسطين التاريخية هي ملك أبدي للشعب اليهودي، وأن نبوءات الكتاب المقدس التي أعلنت عن عودة اليهود إلى أرضهم قد تحققت في القرنين التاسع عشر والعشرين.